# KV Ostende
Pour les articles homonymes, voir Ostende (homonymie).
Maillots
Dernière mise à jour : 22 décembre 2023.
Le Koninklijke Voetbalklub Oostende, couramment appelé KV Oostende ou KV Ostende en français, est un ancien club de football belge basé à Ostende, en Flandre occidentale. Ses couleurs sont le jaune, le rouge et le vert. Il évolue lors de la saison 2023-2024 en Challenger Pro League.

## Histoire

### Prémices
En 1911, un club de la ville d'Ostende fut créé sous le nom d'AS Ostende et portant le matricule 53. Celui-ci allait bientôt devenir le meilleur club de la ville, en jouant régulièrement en deuxième division dans les années 1930. Au milieu des années 1970, l'AS Ostende atteint la première division alors que le VG Ostende joue en deuxième division.
Les deux clubs ont fusionné le 22 juin 1981 pour devenir le KV Ostende. Le KV Oostende ainsi formé adopte un mélange des couleurs des deux anciens clubs : le rouge et le jaune de l'ancien « VG », et le rouge et le vert de l'ancien « AS ». Le président du VG Ostende Robert Volckaert devient le premier président du nouveau club tandis que le président de l'AS Ostende Oswald De Bruycker devient le vice-président. Au niveau sportif, les joueurs du KVO sont entraînés par Gilbert Marmenout. Après 12 matchs au KVO avec seulement 8 points, l'entraîneur est limogé. Son successeur, le néerlandais Han Grijzenhout prend le relais. Avec celui-ci, le KV Ostende finit 12e et reste en troisième division pour sa première saison.
Le nouveau club joue en troisième division pendant onze ans, avant d'être finalement promu en deuxième division. Durant sa première saison en deuxième division, le matricule 31 fut immédiatement promu à nouveau. En première division, le club atteindra une belle septième place, en 1993-1994.
De 1995 à 2013, Ostende a joué en deuxième division, sauf en 1998-1999 et 2004-2005, quand il était à nouveau au plus haut niveau belge même si en 2001-2002 et 2002-2003, il a quand même joué en troisième division.

### L'ère "Marc Coucke"
L'avant-saison est turbulent pour le KVO. L'euphorie de la promotion est rapidement remplacée par la peur quand il devient question de déménagement du club à Anvers grâce à l'ancien PDG du SV Zulte Waregem, Patrick Decuyper. Heureusement, toute cette utopie ne se concrétisera pas.
Pour son retour en première division, lors de la saison 2013-2014, le KVO doit faire avec des ressources limitées. Il devient vite en début de championnat un club de bas de classement. En août 2013, le président et actionnaire majoritaire Yves Lejaeghere est remplacé par l'homme d'affaires Marc Coucke. C'est le début d'une nouvelle ère pour le club, qui acquiert de ce fait des ressources financières importantes et parvient notamment à attirer des joueurs tels que Fernando Canesin, Jordan Lukaku, Franck Berrier et Jonathan Wilmet. Finalement, le club entraîné par Frederik Vanderbiest arrive notamment en demi-finales de la Coupe de Belgique et finit à la 9e place en championnat.
Lors de la saison 2014-2015, le club termine la phase classique du championnat à la 10e place et arrive en huitièmes de finale de la Coupe de Belgique.
L'année suivante, le KVO réalise une belle saison : leader du championnat durant douze journées, il termine la phase classique à la quatrième place et accède, pour la première fois de son histoire, aux Play-offs 1, qu'il termine à la cinquième place. Par contre, il est éliminé au stade des seizièmes de finale de la Coupe de Belgique.
La saison 2016-2017 est également une réussite : le KV Ostende atteint la finale de la coupe de Belgique, qu'il perd aux tirs au but face au SV Zulte Waregem. Le match est marqué par les deux buts du jeune Landry Dimata, 19 ans, qui sera vendu quelques mois plus tard au club Vfl Wolfsbourg pour la somme record de 9,5M €. Au niveau du championnat, le club termine la phase classique à la cinquième place et les Play-offs 1 à la quatrième place, ce qui est synonyme de participation au 3ème tour qualificatif de la Ligue Europa.
Le 27 juillet 2017, pour la première rencontre européenne de son histoire, le KVO affronte l'Olympique de Marseille. Il s'incline sur le score de 4-2 à l'aller. Le 3 août 2017, le score reste vierge pour le match retour à Ostende, ce qui est synonyme d'élimination.
La saison 2017-2018 est plus compliquée pour le club. En effet, le 20 décembre 2017, Marc Coucke, véritable artisan de la progression fulgurante du club, annonce le rachat du RSC Anderlecht, dont il devient le nouveau président à partir du 28 mars 2018. Cette nouvelle surprenante perturbe le KVO, qui termine la phase classique du championnat à la 11e place sur 16 et ne dépasse pas les quarts de finale en Coupe de Belgique. A Anderlecht, Marc Coucke transfère immédiatement les Ostendais Knowledge Musona et Antonio Milić dans son nouveau club.
Finalement, le bilan du club sous la présidence de Marc Coucke est plus que positif : en cinq saisons, le KVO a atteint les Play-offs 1 durant deux années consécutives, a disputé une finale de coupe de Belgique et a participé au 3ème tour qualificatif de la Ligue Europa.

### L'après-Coucke
Le 8 février 2018, l'homme d'affaires Peter Callant succède à Marc Coucke à la tête du club ostendais. La nouvelle direction souhaite redonner un coup de jeune à l'équipe en misant sur la jeunesse : pendant l'été 2018, le KV Ostende transfère Wout Faes en provenance du RSC Anderlecht et Indy Boonen de l'équipe U23 de Manchester United. D'autres joueurs comme Goran Milović, Sindrit Guri, Sander Coopman et François Marquet sont transférés au club. Nicolas Rajsel quant à lui n'est pas conservé dans l'effectif est se voit prêté le dernier jour du Mercato au KSV Roulers en deuxième division.

### Évolution du blason

## Palmarès et statistiques

### Titres et trophées
| Compétitions officielles | Compétitions internationales |
| - Coupe de Belgique - Finaliste - 2017 - Championnat de Belgique de D2 - Champion (2) - 1998 et 2013. - Championnat de Belgique de D3 - Champion (3) - 1935, 1974 et 1992. - Championnat de Belgique de D4 - Champion (1) - 1964. |                              |
| Compétitions régionales | Tournois saisonniers         |
| |                              |

### Participation aux championnats nationaux
Statistiques mises à jour le 26 avril 2023 (terme de la saison 2022-2023)
| Niv | Divisions     | Jouées | Titres | TM Prom. | TM Maint. |
| --- | ------------- | ------ | ------ | -------- | --------- |
| I   | 1re nationale | 14     | 0      |          |           |
| II  | 2e nationale  | 23     | 2      | 6        |           |
| III | 3e nationale  | 43     | 3      | 2        |           |
| IV  | 4e nationale  | 9      | 1      |          |           |
| V   | 5e nationale  | 0      | 0      |          |           |
|     |               |        |        |          |           |
|     | TOTAUX        | 89     | 6      | 8        | 0         |

### Parcours européen
Adversaires rencontrés :  Olympique de Marseille

### Coefficient UEFA
Le Coefficient UEFA des clubs a pour objectif de classer selon leurs performances les clubs de football masculins membres de l'Union des associations européennes de football. Il permet d'équilibrer les tirages au sort des différentes phases de la Ligue des champions et de la Ligue Europa. À l'issue de la saison 2020-2021, le KV Ostende est à la cent cinquante-septième place.
| Rang | Club               | Coefficient |
| ---- | ------------------ | ----------- |
| 155  | Sporting Charleroi | 7,300       |
| 156  | SV Zulte Waregem   | 7,300       |
| 157  | KV Ostende         | 7,300       |
| 158  | TSV Hartberg       | 7,165       |
| 159  | SK Sturm Graz      | 7,165       |

## Personnalités du club

### Présidents
Au cours de son histoire, le club a été dirigé par six présidents différents connus.
| Rang | Nom              | Période   |
| ---- | ---------------- | --------- |
| 1    | Robert Volckaert | 1981-1987 |
| 2    | John Boussy      | 1987      |
| 3    | Eddy Vergeylen   | 1987-2006 |

| Rang | Nom             | Période   |
| ---- | --------------- | --------- |
| 4    | Yves Lejaeghere | 2006-2013 |
| 5    | Marc Coucke     | 2013-2018 |
| 6    | Peter Callant   | 2018-     |

### Entraîneurs
De la saison 1981-1982 à la saison 2019-2020, 25 entraîneurs se sont succédé à la tête du KV Ostende.
| Rang | Nom                  | Période   |
| ---- | -------------------- | --------- |
| 1    | Gilbert Marmenout    | 1981      |
| 2    | Han Grijzenhout      | 1981-1982 |
| 3    | Nedeljko Bulatović   | 1982-1984 |
| 4    | Chris Desmet         | 1984-1986 |
| 5    | Luc Sanders          | 1986-1987 |
| 6    | Freddy Maeckelberghe | 1987-1988 |
| 7    | James Storme         | 1988-1990 |
| 8    | Raoul Peeters        | 1990-1995 |
| 9    | Urbain Haesaert      | 1995-1996 |
| 10   | Dennis van Wijk      | 1996-1998 |

| Rang | Nom                     | Période   |
| ---- | ----------------------- | --------- |
| 11   | Jean-Marie Pfaff        | 1999      |
| 12   | Leo Van Der Elst        | 1999-2000 |
| 13   | Luc Devroe              | 2000-2001 |
| 14   | Kenneth Brylle Larsen   | 2001-2003 |
| 15   | Gilbert Bodart          | 2003-2005 |
| 16   | Rik Vande Velde         | 2005-2006 |
| 17   | Willy Wellens           | 2006-2007 |
| 18   | Dennis van Wijk (2)     | 2007      |
| 19   | Kurt Bataille           | 2007-2008 |
| 20   | Jean-Pierre Vande Velde | 2008-2009 |

| Rang | Nom                   | Période   |
| ---- | --------------------- | --------- |
| 21   | Thierry Pister        | 2009-2011 |
| 22   | Frederik Vanderbiest  | 2011-2015 |
| 23   | Yves Vanderhaeghe     | 2015-2017 |
| 24   | Adnan Čustović        | 2017-2018 |
| 25   | Gert Verheyen         | 2018-2019 |
| 26   | Kåre Ingebrigtsen     | 2019      |
| 27   | Dennis van Wijk (3)   | 2019-2020 |
| 28   | Adnan Čustović        | 2020      |
| 29   | Alexander Blessin     | 2020-2022 |
| 30   | Yves Vanderhaeghe (2) | 2022      |

| Rang | Nom                     | Période   |
| ---- | ----------------------- | --------- |
| 31   | Dominik Thalhammer (nl) | 2022-2023 |
| 32   | Stijn Vreven            | 2023      |

### Anciens joueurs
- Zlatko Arambasic
- Paul Okon
- Nico Claesen
- Olivier De Cock
- Laurent Depoitre
- Landry Dimata
- Thomas Foket
- Christophe Lauwers
- Jordan Lukaku
- Adam Marušić
- Harold Meyssen
- Benjamin Mokulu
- Anthony Portier
- Frederik Vanderbiest
- Björn Vleminckx
- Silvio Proto
- Mike Okoth Origi
- Kurt Axelsson
- David Rozehnal
- Roger Lukaku
- Nicolas Lombaerts

### Effectif professionnel actuel
Le tableau suivant dresse la liste des joueurs composant l'effectif du club pour la saison 2023-2024.

## Aspects juridiques et économiques

### Transferts les plus coûteux
Les deux tableaux ci-dessous synthétisent les plus grosses ventes et achats de joueurs dans l'histoire du club ostendais.
| Rang | Joueur              | Montant | Provenance               | Date             |
| 1er  | Nicolas de Préville | 4,5 M€  | Stade de Reims           | 10 août 2016     |
| ---- | ------------------- | ------- | ------------------------ | ---------------- |
| 2e   | Zinho Gano          | 2,5 M€  | Waasland-Beveren         | 16 août 2017     |
| 3e   | Nicolas Lombaerts   | 1,5 M€  | Zénith Saint-Pétersbourg | 1er juillet 2017 |
| 4e   | Richairo Živković   | 1,2 M€  | Ajax Amsterdam           | 1er juillet 2017 |
| 5e   | Andile Jali         | 1,14 M€ | Orlando Pirates          | 25 janvier 2014  |

| Rang | Joueur              | Montant | Destination     | Date             |
| 1er  | Landry Dimata       | 11,5 M€ | VfL Wolfsburg   | 1er juillet 2017 |
| ---- | ------------------- | ------- | --------------- | ---------------- |
| 2e   | Adam Marušić        | 6,50 M€ | Lazio Rome      | 1er juillet 2017 |
| 3e   | Nicolas de Préville | 4,5 M€  | Lille OSC       | 1er juillet 2017 |
| 4e   | Jordan Lukaku       | 4 M€    | Lazio Rome      | 22 juillet 2016  |
| 5e   | Richairo Živković   | 2,5 M€  | Changchun Yatai | 18 février 2019  |